# Landgraviat de Hesse-Hombourg
1622–1806
1815–1866
Entités précédentes :
- Landgraviat de Hesse-Darmstadt

Entités suivantes :
- Grand-duché de Hesse
- Royaume de Prusse (Province de Hesse-Nassau)

Le landgraviat de Hesse-Hombourg (en allemand : Landgrafschaft Hessen-Homburg) est un État du Saint-Empire romain germanique, puis de la Confédération germanique, situé dans les actuels Land de Hesse et de Rhénanie-Palatinat.

## Géographie
Après 1815, le landgraviat de Hesse-Hombourg a une superficie de 262 km2. Il se compose de deux territoires séparés : le district de Hombourg, au nord de Francfort sur la rive droite du Rhin, et le district de Meisenheim, sur la rive gauche. Sa capitale est Bad Hombourg.

## Histoire
Le landgraviat de Hesse-Hombourg est détaché de la Hesse-Darmstadt en 1622 par Louis V en faveur de son frère cadet Frédéric, mais il ne devient pleinement indépendant qu'en 1668. Il est brièvement divisé en Hesse-Hombourg et Hesse-Hombourg-Bingenheim, mais est de nouveau réunifié dès 1681.
Par le traité de Paris, créant la confédération du Rhin, le landgraviat est médiatisé et placé sous la souveraineté de la Hesse-Darmstadt.
Le congrès de Vienne de 1815 le rétablit comme État indépendant, en l'augmentant de Meisenheim.
Le landgrave de Hesse-Hombourg est admis dans la Confédération germanique par une résolution de la diète du 7 juillet 1817. Une voix lui est accordée par décision de la diète du 17 mai 1838.
À la mort du landgrave Ferdinand, le 13 mai 1866, le grand-duc de Hesse-Darmstadt hérita des territoires situé sur la rive droite du Rhin, tandis que ceux sur la rive gauche sont attribués à la Prusse. Quelques mois plus tard, lors de la guerre austro-prussienne, la Prusse annexe l'ancien landgraviat et l'intègre dans sa nouvelle province de Hesse-Nassau.

## Liste des landgraves de Hesse-Hombourg
- 1622-1638 : Frédéric Ier, troisième fils de Georges Ier de Hesse-Darmstadt
- 1638-1669 : Guillaume-Christophe, fils du précédent
- 1669-1671 : Georges-Christian, frère du précédent
- 1680-1708 : Frédéric II, frère du précédent
- 1708-1746 : Frédéric III, fils du précédent
- 1746-1751 : Frédéric IV, neveu du précédent
- 1751-1820 : Frédéric V, fils du précédent
- 1820-1829 : Frédéric VI, fils du précédent
- 1829-1839 : Louis-Guillaume, frère du précédent
- 1839-1846 : Philippe, frère du précédent
- 1846-1848 : Gustave, frère du précédent
- 1848-1866 : Ferdinand, frère du précédent